# 明朝進士列表
本列表依年号罗列明朝科举考试进士金榜。

## 洪武
洪武年间共举办科考6次，发榜7次，共取一甲21名、二甲223名、三甲686名，合930名，平均每科取士155人。
- 洪武四年辛亥科殿試金榜（一甲3名，二甲17名，三甲100名，共120名）
  - 次年，明太祖下旨停科举，十二年后（即洪武十七年）方重新恢复。
- 洪武十八年乙丑科殿試金榜（一甲3名，二甲107名，三甲362名，共472名）
- 洪武二十一年戊辰科殿試金榜（一甲3名，二甲14名，三甲78名，共95名）
- 洪武二十四年辛未科殿試金榜（一甲3名，二甲12名，三甲16名，共31名）
- 洪武二十七年甲戌科殿試金榜（一甲3名，二甲31名，三甲66名，共100名）
- 洪武三十年丁丑科殿試金榜（春榜一甲3名，二甲13名，三甲35名，共51名；夏榜一甲3名，二甲29名，三甲29名，共61名；合一甲6名，二甲42名，三甲64名，共112名）
  - 本科三月殿试，中进士者皆为南方士子。明太祖将试官治罪，自阅试卷，取中六十一人，皆为北方人，并于六月廷试，取韩克忠为状元。故本科共发两榜，世称“春夏榜”，也称“南北榜”。

## 建文
建文年间共举办科考1次，共取一甲3名、二甲37名、三甲70名，合110名，平均每科取士110人。
- 建文二年庚辰科殿試金榜（一甲3名，二甲37名，三甲70名，共110名）

## 永樂
永樂年间共举办科考8次，共取一甲24名、二甲495名、三甲1310名，合1829名，平均每科取士228.625人。
- 永樂二年甲申科殿試金榜（一甲3名，二甲93名，三甲374名，共470名）
- 永樂四年丙戌科殿試金榜（一甲3名，二甲65名，三甲151名，共219名）
- 永樂九年辛卯科殿試金榜（一甲3名，二甲32名，三甲49名，共84名）
  - 本科於永樂七年（己丑年）會試後，因成祖前往北京巡狩，至永樂九年（辛卯年）三月方舉行廷試，故本科亦稱己丑科。
- 永樂十年壬辰科殿試金榜（一甲3名，二甲39名，三甲64名，共106名）
- 永樂十三年乙未科殿試金榜（一甲3名，二甲95名，三甲253名，共351名）
  - 自本科起，會試改在北京舉行。
- 永樂十六年戊戌科殿試金榜（一甲3名，二甲75名，三甲172名，共250名）
- 永樂十九年辛丑科殿試金榜（一甲3名，二甲49名，三甲149名，共201名）
- 永樂二十二年甲辰科殿試金榜（一甲3名，二甲47名，三甲98名，共148名）

## 洪熙
洪熙年间未举行科考。

## 宣德
宣德年间共举办科考3次，共取一甲9名、二甲105名、三甲186名，合300名，平均每科取士100人。
- 宣德二年丁未科殿試金榜（一甲3名，二甲35名，三甲63名，共101名）
- 宣德五年庚戌科殿試金榜（一甲3名，二甲35名，三甲62名，共100名）
- 宣德八年癸丑科殿試金榜（一甲3名，二甲35名，三甲61名，共99名）

## 正统
正统年间共举办科考5次，共取一甲15名、二甲220名、三甲413名，合648名，平均每科取士129.6人。
- 正統元年丙辰科殿試金榜（一甲3名，二甲35名，三甲62名，共100名）
- 正統四年己未科殿試金榜（一甲3名，二甲35名，三甲61名，共99名）
- 正統七年壬戌科殿試金榜（一甲3名，二甲50名，三甲96名，共149名）
- 正統十年乙丑科殿試金榜（一甲3名，二甲50名，三甲97名，共150名）
- 正統十三年戊辰科殿試金榜（一甲3名，二甲50名，三甲97名，共150名）

## 景泰
景泰年间共举办科考2次，共取一甲6名、二甲204名、三甲340名，合550名，平均每科取士275人。
- 景泰二年辛未科殿試金榜（一甲3名，二甲75名，三甲123名，共201名）
- 景泰五年甲戌科殿試金榜（一甲3名，二甲129名，三甲217名，共349名）

## 天顺
天顺年间共举办科考3次，共取一甲9名、二甲222名、三甲466名，合697名，平均每科取士232.333人。
- 天順元年丁丑科殿試金榜（一甲3名，二甲97名，三甲194名，共294名）
- 天順四年庚辰科殿試金榜（一甲3名，二甲50名，三甲103名，共156名）
- 天順七年癸未科會試贈進士（天順七年貢院災，會試舉人死於火者九十人。事聞，俱贈進士出身）
- 天順八年甲申科殿試金榜（一甲3名，二甲75名，三甲169名，共247名）
  - 天順七年（1463年）癸未科會試，因試場焚毁，改至當年八月舉行，殿試也推遲至次年（甲申）三月。故本科也稱癸未科。

## 成化
成化年间共举办科考8次，共取一甲24名、二甲755名、三甲1670名，合2449名，平均每科取士306.125人。
- 成化二年丙戌科殿試金榜（一甲3名，二甲98名，三甲252名，共353名）
- 成化五年己丑科殿試金榜（一甲3名，二甲75名，三甲169名，共247名）
- 成化八年壬辰科殿試金榜（一甲3名，二甲78名，三甲169名，共250名）
- 成化十一年乙未科殿試金榜（一甲3名，二甲95名，三甲202名，共300名）
- 成化十四年戊戌科殿試金榜（一甲3名，二甲110名，三甲237名，共350名）
- 成化十七年辛丑科殿試金榜（一甲3名，二甲95名，三甲200名，共298名）
- 成化二十年甲辰科殿試金榜（一甲3名，二甲94名，三甲203名，共300名）
- 成化二十三年丁未科殿試金榜（一甲3名，二甲110名，三甲238名，共351名）

## 弘治
弘治年间共举办科考6次，共取一甲18名、二甲560名、三甲1216名，合1794名，平均每科取士299人。
- 弘治三年庚戌科殿試金榜（一甲3名，二甲90名，三甲205名，共298名）
- 弘治六年癸丑科殿試金榜（一甲3名，二甲90名，三甲205名，共298名）
- 弘治九年丙辰科殿試金榜（一甲3名，二甲95名，三甲200名，共298名）
- 弘治十二年己未科殿試金榜（一甲3名，二甲95名，三甲202名，共300名）
- 弘治十五年壬戌科殿試金榜（一甲3名，二甲95名，三甲199名，共297名）
- 弘治十八年乙丑科殿試金榜（一甲3名，二甲95名，三甲205名，共303名）

## 正德
正德年间共举办科考5次，共取一甲15名、二甲590名、三甲1168名，合1773名，平均每科取士354.6人。
- 正德三年戊辰科殿試金榜（一甲3名，二甲115名，三甲231名，共349名）
- 正德六年辛未科殿試金榜（一甲3名，二甲115名，三甲231名，共349名）
- 正德九年甲戌科殿試金榜（一甲3名，二甲135名，三甲258名，共376名）
- 正德十二年丁丑科殿試金榜（一甲3名，二甲115名，三甲231名，共349名）
- 正德十六年辛巳科殿試金榜（一甲3名，二甲110名，三甲217名，共330名）
  - 本科於正德十五年（庚辰）舉行會試後，因明武宗南巡，未及舉行殿試；次年二月，武宗駕崩，至世宗即位後方得舉行殿試。故本科也稱庚辰科。

## 嘉靖
嘉靖年间共举办科考15次，共取一甲45名、二甲1407名、三甲3469名，合4921名，平均每科取士328.067人。
- 嘉靖二年癸未科殿試金榜（一甲3名，二甲142名，三甲265名，共410名）
- 嘉靖五年丙戌科殿試金榜（一甲3名，二甲90名，三甲208名，共301名）
- 嘉靖八年己丑科殿試金榜（一甲3名，二甲95名，三甲225名，共323名）
- 嘉靖十一年壬辰科殿試金榜（一甲3名，二甲80名，三甲233名，共316名）
- 嘉靖十四年乙未科殿試金榜（一甲3名，二甲95名，三甲227名，共325名）
- 嘉靖十七年戊戌科殿試金榜（一甲3名，二甲95名，三甲222名，共320名）
- 嘉靖二十年辛丑科殿試金榜（一甲3名，二甲90名，三甲205名，共298名）
- 嘉靖二十三年甲辰科殿試金榜（一甲3名，二甲93名，三甲216名，共312名）
- 嘉靖二十六年丁未科殿試金榜（一甲3名，二甲90名，三甲208名，共301名）
- 嘉靖二十九年庚戌科殿試金榜（一甲3名，二甲95名，三甲222名，共320名）
- 嘉靖三十二年癸丑科殿試金榜（一甲3名，二甲105名，三甲295名，共403名）
- 嘉靖三十五年丙辰科殿試金榜（一甲3名，二甲90名，三甲203名，共296名）
- 嘉靖三十八年己未科殿試金榜（一甲3名，二甲85名，三甲215名，共303名）
- 嘉靖四十一年壬戌科殿試金榜（一甲3名，二甲85名，三甲211名，共299名）
- 嘉靖四十四年乙丑科殿試金榜（一甲3名，二甲77名，三甲314名，共394名）

## 隆庆
隆慶年间共举办科考2次，共取一甲6名、二甲154名、三甲639名，合799名，平均每科取士399.5人。
- 隆慶二年戊辰科殿試金榜（一甲3名，二甲77名，三甲323名，共403名）
- 隆慶五年辛未科殿試金榜（一甲3名，二甲77名，三甲316名，共396名）

## 萬曆
萬曆年间共举办科考16次，共取一甲48名、二甲985名、三甲4050名，合5083名，平均每科取士317.688人。
- 萬曆二年甲戌科殿試金榜（一甲3名，二甲70名，三甲226名，共299名）
- 萬曆五年丁丑科殿試金榜（一甲3名，二甲57名，三甲241名，共301名）
- 萬曆八年庚辰科殿試金榜（一甲3名，二甲57名，三甲242名，共302名）
- 萬曆十一年癸未科殿試金榜（一甲3名，二甲67名，三甲271名，共341名）
- 萬曆十四年丙戌科殿試金榜（一甲3名，二甲67名，三甲281名，共351名）
- 萬曆十七年己丑科殿試金榜（一甲3名，二甲67名，三甲277名，共347名）
- 萬曆二十年壬辰科殿試金榜（一甲3名，二甲57名，三甲244名，共304名）
- 萬曆二十三年乙未科殿試金榜（一甲3名，二甲57名，三甲244名，共304名）
- 萬曆二十六年戊戌科殿試金榜（一甲3名，二甲57名，三甲232名，共292名）
- 萬曆二十九年辛丑科殿試金榜（一甲3名，二甲57名，三甲241名，共301名）
- 萬曆三十二年甲辰科殿試金榜（一甲3名，二甲57名，三甲248名，共308名）
- 萬曆三十五年丁未科殿試金榜（一甲3名，二甲57名，三甲238名，共298名）
- 萬曆三十八年庚戌科殿試金榜（一甲3名，二甲57名，三甲242名，共302名）
- 萬曆四十一年癸丑科殿試金榜（一甲3名，二甲67名，三甲274名，共344名）
- 萬曆四十四年丙辰科殿試金榜（一甲3名，二甲67名，三甲274名，共344名）
- 萬曆四十七年己未科殿試金榜（一甲3名，二甲67名，三甲275名，共345名）

## 泰昌
泰昌年間未舉行科考。

## 天启
天启年间共举办科考2次，共取一甲6名、二甲134名、三甲569名，合707名，平均每科取士353.5人。
- 天啓二年壬戌科殿試金榜（一甲3名，二甲77名，三甲329名，共409名）
- 天啓五年乙丑科殿試金榜（一甲3名，二甲57名，三甲240名，共300名）

## 崇祯
崇祯年间共举办科考6次，共取一甲18名、二甲383名、三甲1595名，合1996名，平均每科取士332.667人。
- 崇禎元年戊辰科殿試金榜（一甲3名，二甲67名，三甲283名，共353名）
- 崇禎四年辛未科殿試金榜（一甲3名，二甲67名，三甲279名，共349名）
- 崇禎七年甲戌科殿試金榜（一甲3名，二甲57名，三甲242名，共302名）
- 崇禎十年丁丑科殿試金榜（一甲3名，二甲57名，三甲241名，共301名）
- 崇禎十三年庚辰科殿試金榜（一甲3名，二甲57名，三甲236名，共296名）
- 崇禎十三年庚辰科賜特用出身金榜（263名）
- 崇禎十六年癸未科殿試金榜（一甲3名，二甲78名，三甲314名，共395名）

## 弘光
弘光年間未舉行科考。

## 隆武
隆武年間舉辦科考一次。
- 隆武二年丙戌取庶萃士（12名）

## 永曆
永曆年間舉辦科考兩次。
- 永曆三年己丑取庶吉士（8名）
- 永曆八年甲午取士（40名）